# Lijst van zeesluizen
Dit is een overzichtslijst van de zeesluizen in de hele wereld.
Een zeesluis is een schutsluis of sas. Typisch voor een zeesluis is dat zij ervoor zorgt dat de getijverschillen van een oceaan, zee, rivierdelta of estuarium opgevangen worden om het mogelijk te maken dat schepen in rustig en voldoende diep water in een haven kunnen aanleggen of achterliggende wateren kunnen bevaren. Zeesluizen verlenen dus toegang tot dokhavens of zeekanalen. Dit in tegenstelling tot getijhavens, waarbij laden en lossen van schepen aan de kaaien wel onderhevig is aan eb en vloed.
| Land                | Haven             | Naam                                                                               | Waterloop                    | Lengte kolk | Breedte | Min. Diepte    | Oppervlakte | Volume     | Sinds    | Tot      |
| ------------------- | ----------------- | ---------------------------------------------------------------------------------- | ---------------------------- | ----------- | ------- | -------------- | ----------- | ---------- | -------- | -------- |
| België              | Antwerpen         | Kieldrechtsluis                                                                    | Schelde                      | 500 m       | 68 m    | 17,80 m        | 34.000 m²   | 605.200 m³ | 2016     |          |
| België              | Antwerpen         | Berendrechtsluis                                                                   | Schelde                      | 500 m       | 68 m    | 13,58 m        | 34.000 m²   | 461.720 m³ | 1989     |          |
| België              | Antwerpen         | Zandvlietsluis                                                                     | Schelde                      | 500 m       | 57 m    | 13,58 m        | 28.500 m²   | 387.030 m³ | 1967     |          |
| België              | Antwerpen         | Van Cauwelaertsluis                                                                | Schelde                      | 270 m       | 35 m    | 9,83 m         | 9.450 m²    | 92.893 m³  | 1928     |          |
| België              | Antwerpen         | Boudewijnsluis                                                                     | Schelde                      | 360 m       | 45 m    | 10,33 m        | 16.200 m²   | 167.346 m³ | 1955     |          |
| België              | Antwerpen         | Kallosluis                                                                         | Schelde                      | 360 m       | 48 m    | 12,50 m        | 17.280 m²   | 216.000 m³ | 1979     |          |
| België              | Oostende          | Demeysluis                                                                         | Demeydokken                  | 124 m       | 17,4 m  | 6,5 m          |             |            | 1904     |          |
| België              | Oostende          | Visserijsluis                                                                      | Visserijdok                  | 75 m        | 16 m    | 6,5 m          |             |            |          |          |
| België              | Wintam            | Zeesluis van Wintam                                                                | Zeekanaal Brussel-Schelde    | 180 m       | 24 m    | 8,8 m          |             |            |          |          |
| België              | Zeebrugge         | Pierre Vandammesluis                                                               | Verbindingsdok               | 500 m       | 57 m    | 18,50 m        | 28.500 m²   | 527.250 m³ | 1985     |          |
| België              | Zeebrugge         | Visartsluis                                                                        | Boudewijnkanaal              | 165 m       | 19,7 m  | 5,5 m          |             |            | 1904     |          |
| Canada              |                   | Saint Lawrencezeeweg (7 sluizen)                                                   | Saint Lawrencerivier         | 233,5 m     | 24,4 m  | 9,14 m         | 5.697 m²    | 52.074 m³  | 1959     |          |
| Duitsland           | Emden             | Grosse Seeschleuse                                                                 | Eems                         | 260 m       | 40 m    | 11,76 m        | 10.400 m²   | 122.304 m³ | 1913     |          |
| Duitsland           | Hamburg           | Harburger Hafenschleuse                                                            | Süderelbe                    | 125 m       | 17 m    | 7,20 m         | 2.125 m²    | 15.300 m³  |          |          |
| Duitsland           | Wilhelmshaven     | IV. Einfahrt (dubbele sluis)                                                       | Nordhafen                    | 390 m       | 60 m    | 13,65 m        | 23.400 m²   | 319.410 m³ | 1964     |          |
| Duitsland           | Kiel              | Schleusen Kiel-Holtenau                                                            |                              | 310 m       | 40 m    |                |             |            |          |          |
| Verenigd Koninkrijk | Bude              | Bude Sea Lock                                                                      | Bude Canal                   |             |         |                |             |            |          |          |
| Verenigd Koninkrijk | Preston           |                                                                                    |                              |             |         |                |             |            |          |          |
| Verenigd Koninkrijk | Whitehaven        | Whitehaven Harbour Sea Lock                                                        |                              | 30 m        | 13 m    |                |             |            |          |          |
| Frankrijk           | Dunkerque         | Écluse Charles de Gaulle of Écluse de Grand Dam                                    | Bassin Maritime de Dunkerque | 365 m       | 50 m    | 13,50 m        | 18.250 m²   | 246.375 m³ | 1970     |          |
| Frankrijk           | Dunkerque         | Écluse des Dunes                                                                   | Bassin Maritime de Mardyck   | 177 m       | 11,4 m  | m              | m²          | m³         |          |          |
| Frankrijk           | Le Havre          | Écluse François 1er                                                                | Seine                        | 401 m       | 67 m    | 24 m           | 28.867 m²   | 644.808 m³ | 1972     |          |
| Frankrijk           | Le Havre          | Nouvelle écluse de Tancarville                                                     | Seine                        | 203 m       | 24 m    | 12 m           | 4.872 m²    | 58.464 m³  | 1974     |          |
| Frankrijk           | Le Havre          | Écluse Vétillart                                                                   | Seine                        | 187 m       | 51 m    | 12 m           | 9.537 m²    | 144.444 m³ | 1911     |          |
| Ierland             | Dublin            | Spender Dock Sea Lock                                                              | Royal Canal                  |             |         |                |             |            |          |          |
| Ierland             | Dublin            | Westmoreland Lock, Buckingham Lock, Camden Lock, Grand Canal Dock bij Hanover Quay | Royal Canal                  |             |         |                |             |            | 1795     |          |
| Nederland           | Den Helder        | Koopvaardij Schut en Waaijersluis/Commerciesluis (later Marinesluis)               | Koopvaarders Binnenhaven     |             |         |                |             |            | 1817     | ca. 1980 |
| Nederland           | Den Helder        | Koopvaardersschutsluis/Commerciesluis                                              | Noordhollandsch Kanaal       |             |         |                |             |            | ca. 1825 | 1860     |
| Nederland           | Den Helder        | Koopvaardersschutsluis                                                             | Noordhollandsch Kanaal       |             |         |                |             |            | 1857     | 1985     |
| Nederland           | Den Helder        | Koopvaardersschutsluis                                                             | Noordhollandsch Kanaal       | 93 m        | 16 m    | 5,9 m          |             |            | 1985     |          |
| Nederland           | Den Helder        | Schutsluis (later inundatiesluis)                                                  | Het Nieuwe Werk              |             |         |                |             |            | 1792     | ca. 1985 |
| Nederland           | Den Helder        | Zeedoksluis                                                                        | Natte Dok                    |             |         |                |             |            | ca. 1822 | 1972     |
| Nederland           | Den Helder        | Zeedoksluis                                                                        | Natte Dok                    |             |         |                |             |            | 1972     |          |
| Nederland           | Den Oever         | Stevinsluizen                                                                      | IJsselmeer                   | 120 m       | 13 m    | 3,5 m          |             |            | ca. 1932 |          |
| Nederland           | Hansweert         | Oostsluis en Westsluis                                                             | Kanaal door Zuid-Beveland    | 280 m       | 24 m    | 7,3 m          | 6.720 m²    | 49.056 m³  | 1988     |          |
| Nederland           | Harlingen         | Tsjerk Hiddessluizen, noordelijke sluis                                            | Van Harinxmakanaal           | 130 m       | 12 m    | 4,4 m          |             |            | 1951     |          |
| Nederland           | Harlingen         | Tsjerk Hiddessluizen, zuidelijke sluis                                             | Van Harinxmakanaal           | 49,5 m      | 7 m     | 2,7 m          |             |            | 1951     |          |
| Nederland           | Harlingen         | Grote sluis                                                                        | Harlingertrekvaart           |             |         |                |             |            |          |          |
| Nederland           | Harlingen         | Kleine sluis                                                                       | Harlingervaart               |             |         |                |             |            |          |          |
| Nederland           | IJmuiden          | Noordersluis                                                                       | Noordzeekanaal               | 400 m       | 50 m    | 15 m           | 20.000 m²   | 300.000 m³ | 1929     |          |
| Nederland           | IJmuiden          | Zeesluis IJmuiden                                                                  | Noordzeekanaal               | 500 m       | 70 m    | 18 m           | 35.000 m²   | 630.000 m³ | 2022     |          |
| Nederland           | IJmuiden          | Middensluis                                                                        | Noordzeekanaal               | 225 m       | 25 m    | 10 m           | 5625 m²     | 25.383 m³  | 1896     |          |
| Nederland           | IJmuiden          | Zuidersluis                                                                        | Noordzeekanaal               | 120 m       | 18 m    | 8 m            | 2.160 m²    | 17.280 m³  | 1876     |          |
| Nederland           | Kornwerderzand    | Lorentzsluizen, grote sluis                                                        | IJsselmeer                   | 149,1 m     | 13 m    | 3,5 m          |             |            | ca. 1932 |          |
| Nederland           | Kornwerderzand    | Lorentzsluizen, kleine sluis                                                       | IJsselmeer                   | 74,55 m     | 8,2 m   | 3,5 m          |             |            | ca. 1932 |          |
| Nederland           | Lauwersoog        | Robbengatsluis                                                                     | Vaarwater naar Oostmahorn    | 74,6 m      | 9,1 m   | 4,5 m          |             |            |          |          |
| Nederland           | Neeltje Jans      | Roompotsluis                                                                       | Oosterschelde                | 100 m       | 16 m    | 5,7 m          |             |            | 1986     |          |
| Nederland           | Nieuwe Statenzijl | Sluis Nieuwe Statenzijl                                                            | Westerwoldsche Aa            | 67 m        | 8,6 m   | 3,1 m          |             |            |          |          |
| Nederland           | Stellendam        | Goereese sluis                                                                     | Haringvliet                  | 144,5 m     | 16 m    | 5 m            |             |            |          |          |
| Nederland           | Terneuzen         | Nieuwe Sluis                                                                       | Kanaal Gent-Terneuzen        | 427 m       | 55 m    | 16,44 m        |             |            | 2024     |          |
| Nederland           | Terneuzen         | Oostsluis                                                                          | Kanaal Gent-Terneuzen        | 280 m       | 24 m    | 6,5 m          |             |            | 1968     |          |
| Nederland           | Terneuzen         | Westsluis                                                                          | Kanaal Gent-Terneuzen        | 290 m       | 40 m    | 12,5 m         | 11.600 m²   | 160.080 m³ | 1968     |          |
| Nederland           | Vlissingen        | Grote Sluis                                                                        | Kanaal door Walcheren        | 140,7 m     | 22,5 m  | 7,9 m          |             |            | 1870     |          |
| Nederland           | Vlissingen        | Kleine Sluis                                                                       | Kanaal door Walcheren        | 64,8 m      | 8 m     | 5,5 m          |             |            | 1870     |          |
| Panama              |                   | Panamakanaal (12 sluizen)                                                          | Panamakanaal                 | 304 m       | 33,5 m  | 12,55 m        | 5.697 m²    | 127.809 m³ | 1914     |          |
| Verenigde Staten    | Seattle           | Mirram M. Chittenden Locks / Ballard Locks                                         | Lake Washington Ship Canal   | 251 m       | 24 m    | 9,14 m (30 ft) |             |            | 1912     |          |